# Championnat d'Iran féminin de football
Le championnat d'Iran féminin de football ou Kowsar Women Football League est une compétition iranienne de football féminin organisée par la Ligue iranienne de football.

## Format
Dix équipes s'affrontent sur 18 journées, rencontrant deux fois chaque équipe. Le champion se qualifie pour le Championnat féminin des clubs de l'AFC depuis 2021.

## Palmarès
| Saison    | Champion                     | Vice-champion           |
| --------- | ---------------------------- | ----------------------- |
| 2007-2008 | Bal Gostar                   | Malavan (Bandar Anzali) |
| 2009-2010 | Malavan (Bandar Anzali)      | Oghab Mazandaran (Sari) |
| 2010-2011 | Shen Sa (Arak)               | Malavan (Bandar Anzali) |
| 2011-2012 | Shahrdari Bam                | Sorkh Poushan (Gorgan)  |
| 2012-2013 | Shahrdari Bam                | Malavan (Bandar Anzali) |
| 2013-2014 | Shahrdari Bam                | Malavan (Bandar Anzali) |
| 2014-2015 | Shahrdari Bam                | Malavan (Bandar Anzali) |
| 2015-2016 | Shahrdari Sirdjan            | Malavan (Bandar Anzali) |
| 2016-2017 | Ayande Sazan Mihan (Isfahan) | Shahrdari Bam           |
| 2017-2018 | Shahrdari Bam                | Shahrdari Sirdjan       |
| 2018-2019 | Shahrdari Bam                | Shahrdari Sirdjan       |
| 2019-2020 | Shahrdari Bam                | Vochan Kordestan        |
| 2020-2021 | Shahrdari Sirdjan            | Shahrdari Bam           |
| 2021-2022 | Khatoon Bam                  | Shahrdari Sirdjan       |
| 2022-2023 | Khatoon Bam                  | Sepahan                 |
| 2023-2024 | Khatoon Bam                  |                         |
| 2024-2025 | Khatoon Bam                  |                         |

## Parcours continental des clubs
| Compétition                                 | Club              | Résultat              |
| ------------------------------------------- | ----------------- | --------------------- |
| Championnat féminin des clubs de l'AFC 2021 | Shahrdari Sirdjan | Vice-champion         |
| Championnat féminin des clubs de l'AFC 2022 | Khatoon Bam       | Vice-champion (Ouest) |
| Championnat féminin des clubs de l'AFC 2023 | Khatoon Bam       | 4e (gr. B)            |